# Micropsectra malla
Micropsectra malla е вид насекомо от разред Двукрили (Diptera), семейство Хирономидни (Chironomidae).. Ендемичен е във Финландия.